# James Barnet
James Johnstone Barnet (ur. 1827 w Almericlose, Arbroath, Szkocja, zm. 16 grudnia 1904 w Sydney) – szkocko-australijski architekt, znany ze swojej pracy nad wieloma znanymi budynkami w Sydney.

## Życiorys
Barnet urodził się w Szkocji i wykształcił jako architekt w Londynie, zanim w 1854 roku wyemigrował do Australii, gdzie rozpoczął karierę od udziału w pracach budowlanych, zanim został kierownikiem robót na Uniwersytecie w Sydney. W 1860 roku dołączył do Biura Architekta Kolonialnego w Nowej Południowej Walii (NSW), a w 1862 roku został jego tymczasowym kierownikiem, a następnie pełnoprawnym architektem kolonialnym w 1865 roku, które to stanowisko zajmował do 1890 roku.

## Osiągnięcia i styl
Jako architekt, James Barnet wykazywał silne zainteresowanie włoskim renesansem, co znacząco wpłynęło na kształtowanie się architektury Nowej Południowej Walii. W tym stylu zaprojektował i nadzorował budowę budynku Sydney International Exhibition w Królewskim Ogrodzie Botanicznym.

## Wybrane prace
- Poczta Główna, Sydney
- Muzeum Australijskie, Sydney
- inne budynki użyteczności publicznej i religijnej